# Cegedim Relationship Management
Cegedim Relationship Management ist Spezialist für Customer-Relationship-Management-Lösungen für die pharmazeutische Industrie.

## Unternehmen
Das Unternehmen entstand als Cegedim Dendrite im Mai 2007 durch die Übernahme der Dendrite International durch den weltweit agierenden Cegedim-Unternehmenskonzern. Die Gruppe Cegedim gab am 23. September 2010 den Namenswechsel von Cegedim Dendrite auf Cegedim Relationship Management bekannt. Mehr als die Hälfte des Umsatzes von Cegedim wird durch Cegedim Relationship Management erwirtschaftet.
Die deutsche Tochter von Cegedim Relationship Management, die Cegedim Deutschland GmbH, hat ihren Sitz in Bensheim. Das Produktportfolio umfasst neben CRM und Analyse-Tools auch Daten und Services sowie Leistungen im Bereich Direktmarketing mit dem Fokus auf die pharmazeutische Industrie.

## Produkte
Cegedim Relationship Management unterstützt Pharmaunternehmen bei Marketing und Vertrieb. Mitarbeiter der deutschen Tochtergesellschaft an den Standorten Bensheim und München betreuen Kunden aus der pharmazeutischen Industrie in den Bereichen CRM mit den Lösungen Teams, ad>direkt, Mobile Intelligence und PPM Pharma Performance Manager.